# Salaryman

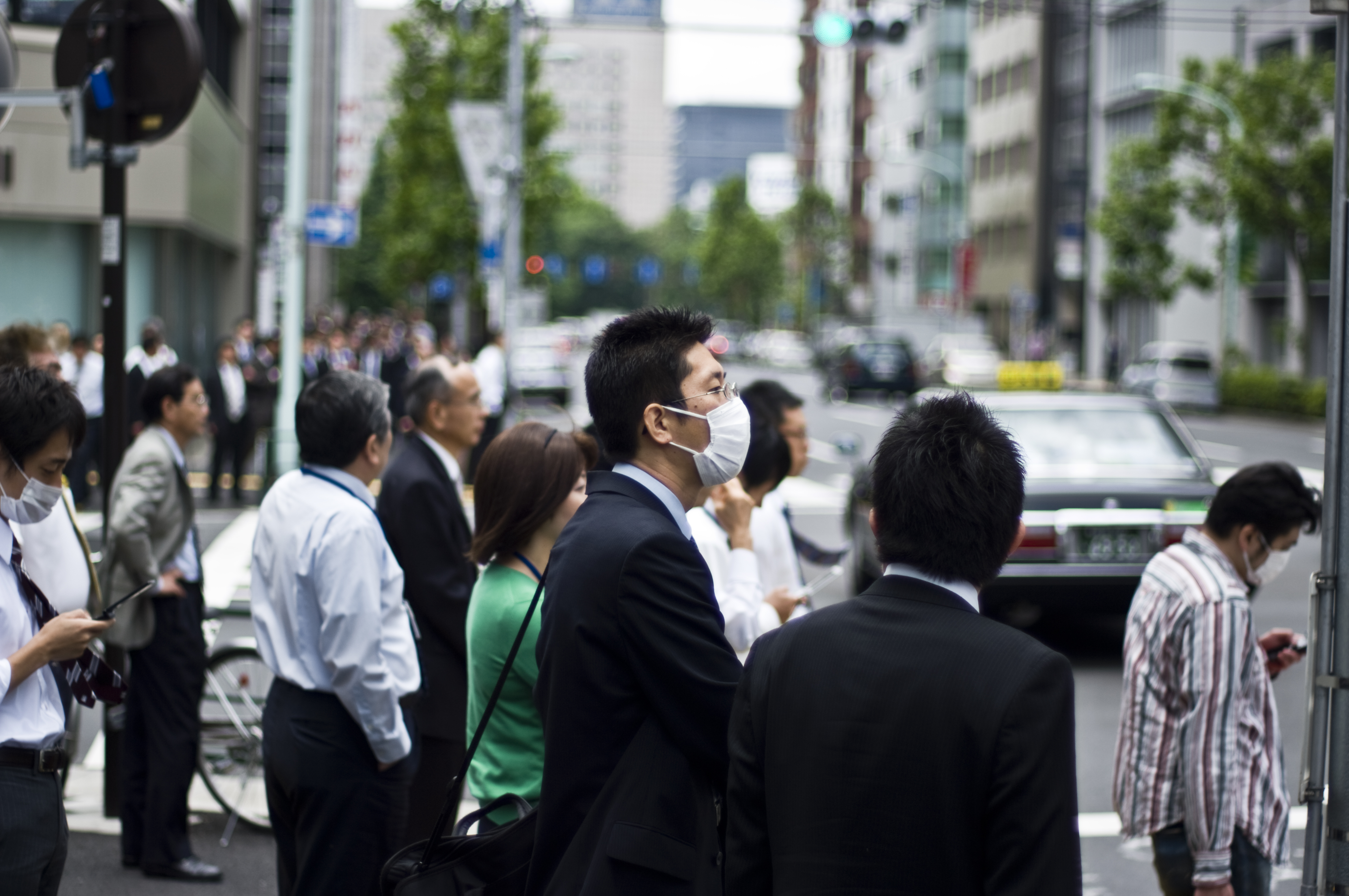
Salaryman in Giappone

Il termine salaryman (サラリーマン?, sararīman, lett. "lavoratore salariato") si riferisce ad un lavoratore dipendente di sesso maschile impiegato nel settore terziario, in particolare presso aziende, avente un reddito fisso. Il frequente utilizzo del termine da parte delle imprese giapponesi e la sua diffusione attraverso i manga ha gradualmente portato ad un impiego estensivo del termine nei Paesi anglofoni per designare i colletti bianchi giapponesi. 
La connotazione del termine ha subito un'evoluzione nel corso del tempo: dopo la seconda guerra mondiale, la posizione dei salaryman era vista come una posizione stabile, capace di assicurare una condizione sociale ambita e rispettabile; nell'accezione moderna l'espressione si è associata a lunghi orari lavorativi, basso prestigio nelle gerarchie aziendali e assenza di significative fonti di reddito al di fuori del reddito fisso, schiavitù salariale e karoshi.

## Storia
Il termine, diffusosi in Giappone negli anni trenta, include generalmente tutti i dipendenti di imprese e di aziende di sesso maschile, dalle matricole ai general manager, escludendo però i dirigenti e i direttori di azienda. Il periodo di prosperità e di crescita economica che visse il Paese nipponico alla fine della Seconda guerra mondiale favorì la diffusione di una "nuova classe media" in sostituzione della “vecchia classe media”, che vide perdere la sua forza in favore di impiegati di grandi business corporation e di burocrazie governative. Questi ultimi, per via della possibilità di contare su un reddito fisso furono identificati col termine salaryman, che tuttavia non viene utilizzato per chiunque disponga di un salario, ma solo per la specifica categoria dei colletti bianchi che lavorano presso aziende, imprese commerciali e sedi governative.

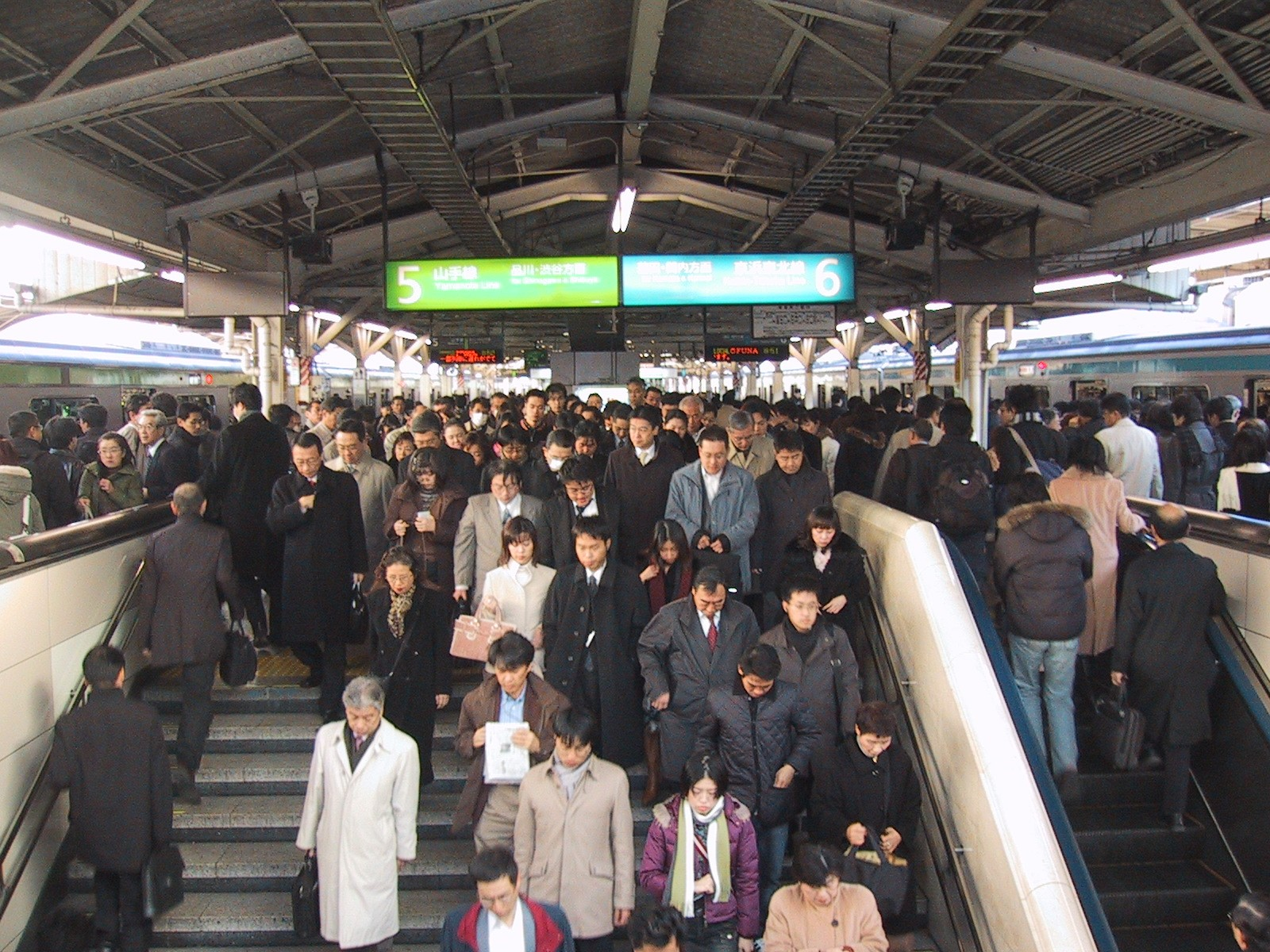
Nell'accezione moderna l'espressione salarymam ha guadagnato una percezione negativa, venendo associato al fenomeno karoshi o ai suicidi per eccesso di lavoro

Storicamente, il governo giapponese ha sempre favorito le imprese di grandi dimensioni fin dal periodo Meiji (1868-1912) favorendo la diffusione delle industrie pesanti bisognose di grandi economie di scala, promulgando leggi e progettando precise politiche a vantaggio delle grandi imprese.
Tuttavia, a causa della crisi economica che colpì il Giappone negli anni novanta, la figura dei salaryman ha subito un radicale ridimensionamento. Difatti, con lo scoppio della bolla speculativa molti datori di lavoro furono costretti a licenziare i propri dipendenti, violando di fatto il contratto sociale stabilito dopo la Seconda guerra mondiale, quando l'occupazione garantita a vita era la norma. Negli anni duemila, sempre più spesso, molte aziende giapponesi hanno incominciato ad assumere nuovo personale con contratti a breve termine o a tempo parziale, ponendo fine alla tradizione che voleva i colletti bianchi giapponesi essere trattati come membri di famiglia dall'azienda, piuttosto che come dipendenti. Questa era la ricompensa per aver guidato il Paese verso l'industrializzazione e la modernizzazione, sancendo lo status di classe media solida, e per aver dato stabilità al Paese durante la sua crescita economica.
Dal periodo post-crisi la figura del salaryman giapponese è rappresentata dai manga e dalle televisioni quale una figura triste, quasi ridicola, completamente succube della propria azienda, stereotipo del padre e marito assente per lunghi periodi dalla propria famiglia. A causa di questa percezione negativa, le comunità sono sempre meno disposte ad aiutare il salaryman con i suoi problemi emotivi, quali depressione, paura di recarsi al lavoro, paura di far ritorno a casa dal lavoro e tensione nervosa, che spesso possono sfociare in suicidi e karoshi, le morti per eccesso di lavoro.
Questi fattori, combinati assieme, hanno finito per creare un crescente interesse per l'imprenditorialità indipendente in Giappone, a discapito della vita aziendale. Il termine usato per riferirsi a questo fenomeno è datsusara (脱サラ? letteralmente "rinunciare alla vita da stipendiati"), e viene considerata l'opzione principale per coloro che decidono di sfuggire al conformismo della società giapponese, dove trovare lavoro presso un'azienda è ancora la prassi.